# Señorío de Parla
El Señorío de Parla fue un feudo medieval creado el 6 de enero de 1338 por el rey Alfonso XI de Castilla concediéndole en señorío de la aldea de Parla a Pedro Gómez Barroso de Sotomayor.

## Historia

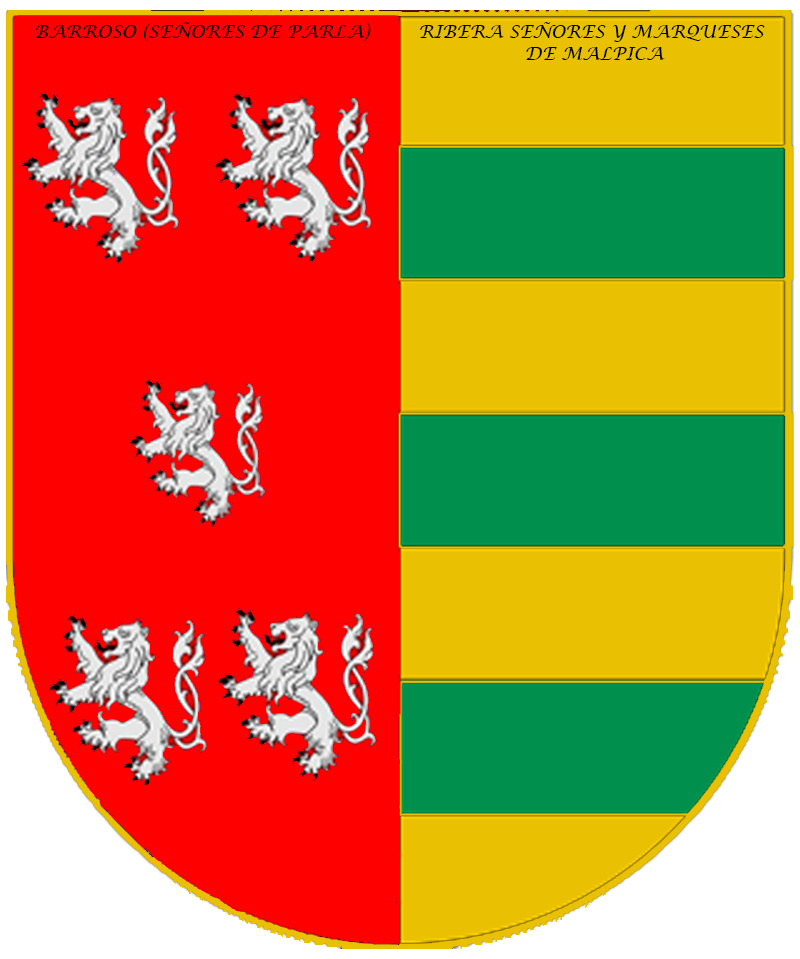
Escudo de los señores de Parla a partir de ser también señores y marqueses de Malpica.

El primer documento sobre Parla que se conoce, es un privilegio rodado promulgado por el rey Alfonso XI de Castilla, el 6 de enero de 1338 en Trujillo por el que se cede la aldea de Parla al cardenal Don Pedro Barroso por sus servios prestados a la corona como embajador, por su apoyo en la corte papal de Aviñón y por su participación en las luchas contra los musulmanes, siendo el primer señor de Parla con todos sus privilegios, así como la condición que se le otorga pasar el señorío a su descendencia o linaje, siendo los Barroso los señores de Parla por muchas generaciones hasta el fin del régimen señorial.
El texto del documento dice así: 

Se lo cede la aldea de Parla, con sus vasallos, tierras, casas, viñas, prados, bosques, dehesas, aguas para moler y heredades, con todas sus entradas y salidas, términos, derechos, y demás pertenencias, y con todo el dominio y Jurisdicción de poder prender y castigar por delitos de mero mixto imperio; y así tan plenamente como Nos lo tenemos, y poseemos, y también todo aquello, y cuanto de aquí adelante, mientras viviéremos...

Tras el fallecimiento de Don Pedro Gómez Barroso, heredaría el mayorazgo como segundo Señor de Parla su hermano Garcí Fernández Barroso, nombrado el 26 de enero de 1342. Siguiéndole como sucesor el tercer Señor de Parla su hijo Fernán Gómez Barroso confirmando a la vez el antiguo documento el 7 de diciembre de 1351 por el rey Pedro I de Castilla. El cuarto Señor de Parla nombrado en 1381 sería su hijo Garcí Fernández Barroso, que tenía exactamente el mismo nombre que su abuelo. El quinto señor sería su hijo Pedro Gómez barroso que sería el segundo en llevar este nombre, el sexto señor sería su hijo Garcí Barroso y Fuensalida confirmado en 1424 que sería el tercero con este nombre. El séptimo Señor sería Pedro Gómez Barroso tercero en llevar este nombre en el cargo de sucesión confirmado en 1456 y que se casó con Doña Aldonsa de Ribera la hija del Señor de Malpica, desde entonces su decencia serían los Señores de ambos lugares. El octavo Señor de Parla fue Payo Barroso de Ribera, a este le siguió el noveno Francisco de Ribera y Barroso.  
Por otra parte el 2 de abril de 1599, Pedro Barroso de Ribera, décimo Señor de Parla, por ser también Señor de Malpica se le otorga por parte de su majestad Felipe II el Marquesado de Malpica, a partir de ese momento el y su descendencia pasan a ser marqueses y su blasón, pasa a dividirse, en el lado izquierdo lleva el fondo rojo con los cinco leones de los Barroso (señores de Parla) y el en lado derecho de oro, tres fajas de sinople, al timbre de los Ribera, (Señores de Malpica) para así demostrar y justificar ambos mayorazgos por descendencia, y al ser el nombramiento de marqués superior al del señor ya usarían más este término, por lo que Parla pasaría a formar parte del marquesado, al ser estos los señores de ambos sitios.
Le siguió como undécimo Señor Francisco de Barroso de Ribera y Enríquez, el duodécimo Señor Baltasar Barroso de Ribera, el decimotercero Antonio Pimentel Dávila Barroso de Ribera, el decimocuarto Manuel Barroso de Ribera Pimentel Dávila y Zúñiga de Quiñonez, el decimoquinto José Francisco de Ribera Barroso Pimentel y Dávila, el decimosexto Joaquín María Enríquez de Toledo Barroso de Ribera Dávila y Guzmán, el decimoséptimo lo heredaría una mujer María Petronila de Alcántara Pimentel Cernesio y Guzmán, siendo la única Señora de este género con el linaje de los Barroso, decimoctavo Manuel Antonio Fernández de Córdoba Barroso de Ribera y el último señor de Parla sería el decimonono Joaquín Fernández de Córdoba Barroso de Ribera.

## Señores de Parla
En la descendencia del señorío de Parla pasaron un total de diecinueve señores, siendo confirmado cada uno de los herederos por los diferentes reyes sucesores desde que lo creara Alfonso XI.
Los apellidos que muestran señoríos, condados o marquesados se utilizan como coletilla para justificar la herencia del linaje, pueden aparecer a veces con la suma de tales apellidos.

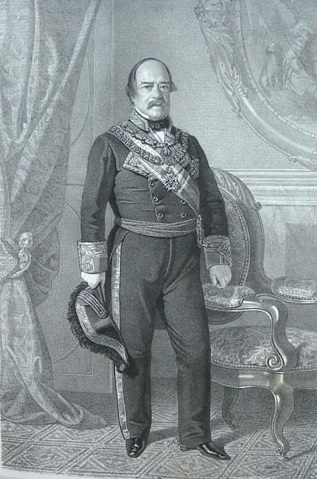
Último Señor feudal de Parla Joaquín Fernández de Córdoba.

|                  | Titular                                                                             | Periodo                                                     |
| Señores de Parla | Señores de Parla                                                                    | Señores de Parla                                            |
| ---------------- | ----------------------------------------------------------------------------------- | ----------------------------------------------------------- |
| I                | Pedro Gómez Barroso de Sotomayor                                                    | 1338 - 1342 (Primero)                                       |
| II               | Garcí Fernández Barroso de Sotomayor                                                | 1342 - 1351                                                 |
| III              | Fernán Gómez Barroso Gudiel                                                         | 1351 - 1381                                                 |
| IV               | Garcí Fernández Barroso Pérez                                                       | 1381 - 1440                                                 |
| V                | Pedro Gómez Barroso Fernandez                                                       | 1440 - 1424                                                 |
| VI               | Garcí Barroso y Fuensalida                                                          | 1424 - 1456                                                 |
| VII              | Pedro Gómez Barroso                                                                 | 1456 - 1492                                                 |
| VIII             | Payo Barroso de Ribera                                                              | 1492 - 1531                                                 |
| IX               | Francisco Payo de Ribera y Barroso                                                  | 1531 - 1577                                                 |
| X                | Pedro Barroso de Ribera y Figueroa                                                  | 1577 - 1608 (También Marqueses de Malpica a partir de 1599) |
| XI               | Francisco de Barroso de Ribera                                                      | 1608 - 1619                                                 |
| XII              | Baltasar Barroso de Ribera Enríquez                                                 | 1619 - 1669                                                 |
| XIII             | Antonio Gaspar Pimentel Dávila Barroso de Ribera                                    | 1669 - 1699                                                 |
| XIV              | Manuel Barroso de Ribera Pimentel Dávila y Zúñiga de Quiñonez                       | 1699 - 1716                                                 |
| XV               | José Francisco Alonso Pimentel y zualart de Ribera Barroso Pimentel y Dávila        | 1716 - 1765                                                 |
| XVI              | Joaquín María Enríquez Pimentel Álvarez de Toledo Barroso de Ribera Dávila y Guzmán | 1765 - 1792                                                 |
| XVII             | María Petronila de Alcántara Pimentel Cernesio y Guzmán Barroso de Ribera           | 1792 - 1802                                                 |
| XVIII            | Juan Manuel Antonio Fernández de Córdoba Pimentel Barroso de Ribera                 | 1802 - 1805                                                 |
| XIX              | Joaquín Fernández de Córdoba y Pacheco Barroso de Ribera                            | 1805 - 1832 (ultimo)                                        |

## Paso de los señores por Parla
El linaje de los señores de Parla llegarían a tener varios títulos nobiliarios el más destacable el de Marques de Malpica, aunque también disponían de ducados, condados y otros señoríos, en todos ellos disponían de tierras y casas en las que pasaban pequeñas temporadas o solo se utilizaban cuando iban a visitarlos, pues siendo ya marqueses disponían de viviendas principales como por ejemplo el Castillo de Malpica y el Palacio del Marqués de Malpica entre otras, aunque cabe destacar que en Parla existieron viviendas pertenecientes a los señores de Parla entre ellas la de Pedro Gómez Barroso, pues aparece reflejada en un documento en el año 1482 donde se le concede una licencia para sacar leña para su casa de Parla, en la actualidad en el municipio parleño no queda ninguna casa con relación al señorío, a excepción en parte de una de las casas de Baltasar Barroso de Ribera, pues en su testamento donaría una casa con  jardín y huerta ubicada en la Villa de Parla a Bartolomé Hurtado García que se encontraba lindando con la casa de recreo del susodicho y que mediante unas obras formarían una sola, que fue conocida como la casa grande. También destaca en el paso de los señores de Parla la Iglesia de Nuestra Señora de la Asunción, ya que sería mandada a construir bajo la base de la antigua Santa Maria de Parla por el señor de Parla y en su interior se colocó en piedra cañiza el escudo de los Barroso, a nivel de arquitectura es lo único que se conserva.

## Fin del Señorío de Parla
En el año 1812 el Señorío de Parla deja de formar parte del marquesado de Malpica y el régimen señorial desaparece en el año 1832, pasando a formar parte de la provincia de Madrid, por medio de la orden territorial del Estado ya en el año 1833.